# 红毛蓝
红毛蓝（学名：Pyrrothrix rufohirta）为爵床科红毛蓝属下的一个种。